# Болу-де-мел

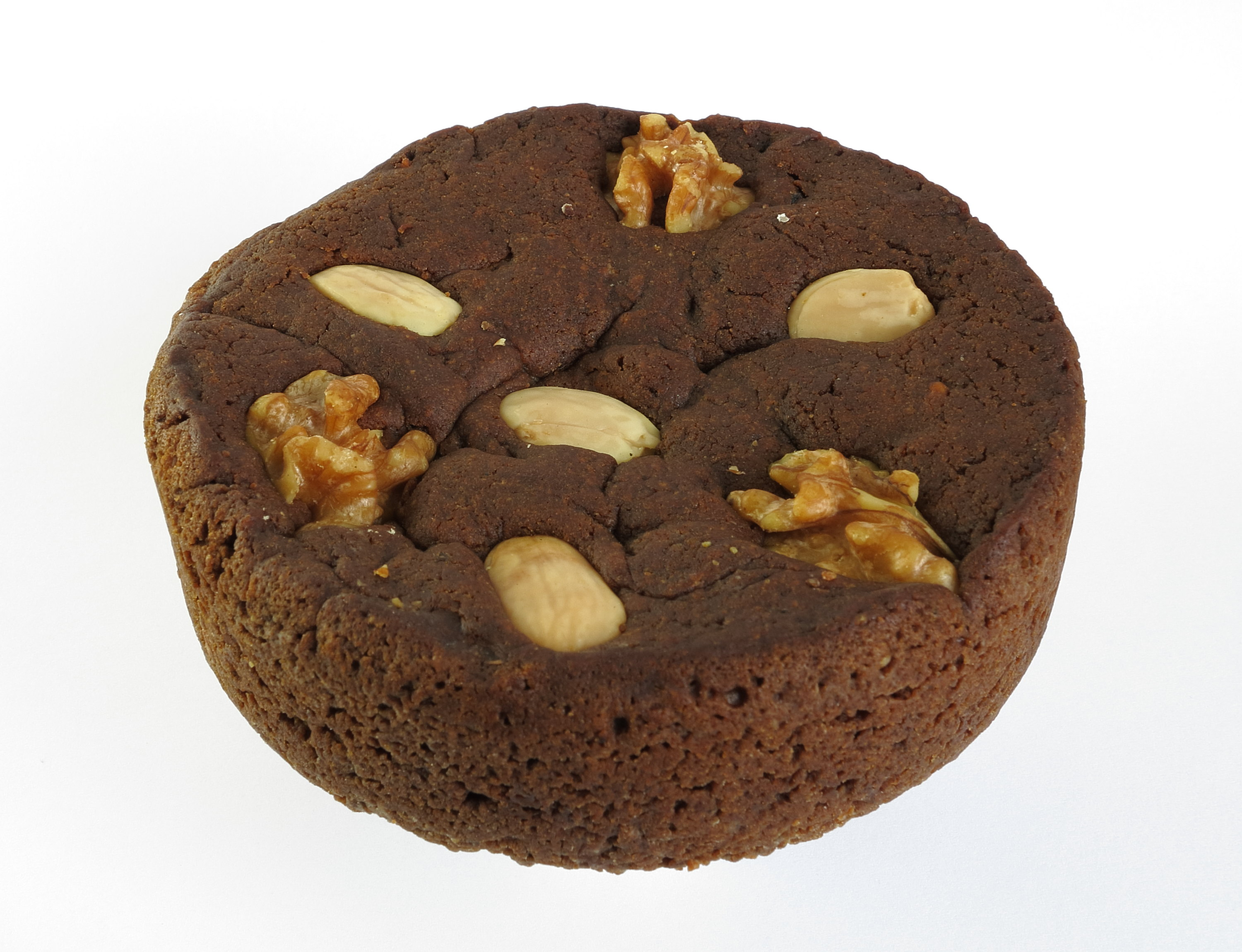

Болу де мел, медове тістечко (порт. Bolo de mel) — традиційна солодка випічка з португальського острова Мадейра, віддалений аналог медового пряника.
Замість меду на Мадейрі використовують так званий «тростинний мед» — дуже густий і темний сироп із цукрової тростини, схожий на мелясу. Крім тіста та «тростинного меду», включає в себе велику кількість спецій і горіхів: корицю, гвоздику, фенхель, волоські горіхи, мигдаль, знамените місцеве вино — мадеру і цукати.
Вважається, що прообраз нинішнього пирога виник на Мадейрі не пізніше XV століття, а пізніше ускладнювався і вдосконалювався, вбираючи нові види європейських і заморських спецій.
За традицією готували на Мадейрі один раз на рік — 8 грудня, до свята Різдва Богородиці. Готували дуже багато, тому що через свою щільну текстуру він міг зберігатися довго. Приготовлені до свята Різдва Богородиці їли не лише цього дня, а й на Різдво Христове, а потім — потроху протягом усього року, розламуючи його руками, як сухі коржі. Сьогодні пиріг рекомендується зберігати не більше кількох місяців, проте історично останній шматочок минулорічного боло-де-мел за традицією вживали в їжу напередодні 8 грудня наступного року.
У зв'язку з популярністю острова Мадейра серед туристів, болу-де-мел стали вироблятися для продажу цілий рік, причому деякі виробники стали замінювати якісні та дорогі інгредієнти, такі, як «тростинний мед», на дешевші. Також деякі виробники стали додавати в пиріг консерванти. Для боротьби з цими явищами місцевий уряд створив сертифікати справжності та маркування «Mel de Cana da Madeira», «Bolo de Mel de Cana da Madeira» та «Broas de Mel de Cana da Madeira», що захищають оригінальний склад пирога.
У Великій Британії вже кілька століть популярний так званий кекс «Мадейра», проте він не пов'язаний з болу-де-мел і не поширений на самій Мадейрі. Назва цього кексу пов'язана з тим, що спочатку подавали його з вином мадерою, привезеною з острова.

## Історія та традиції
Випікання тортів почалося в XV–XVI століттях і вдосконалювалося в XVII–XVIII століттях, послідовно використовуючи європейські спеції, індійські прянощі і, нарешті, соду як розпушувач. З часом пиріг почав використовувати більше спецій і бути більш вишуканим. За традицією, яка досі зберігається в деяких сім'ях, пиріг слід готувати 8 грудня, в день Зачаття Пресвятої Богородиці, розпочинаючи підготовку до Різдва, на столах якого він є обов'язковою присутністю. Його слід ламати вручну і подавати до столу з лікерами або вином Мадейра. Звісно, він може зберігатися кілька місяців. Також традиційно в цей день розламують останні коржі з минулорічної партії.
Традиційно існувало два види тортів з тростинного меду: бідний і багатий, причому останній відрізнявся великою кількістю сухофруктів, особливо горіхів.